# 西洋椴
西洋椴（Tilia × europaea）是小葉椴和闊葉椴之間天然雜交形成的一種植物，主要分佈在歐洲。西洋椴的種植範圍十分廣泛，且容易通過分株繁殖，是常見的行道樹。在瑞典斯德哥爾摩有一株種植於1618年，存活了381年，在1999年被風暴吹倒的西洋椴。 